# Mario Nigro (pittore)

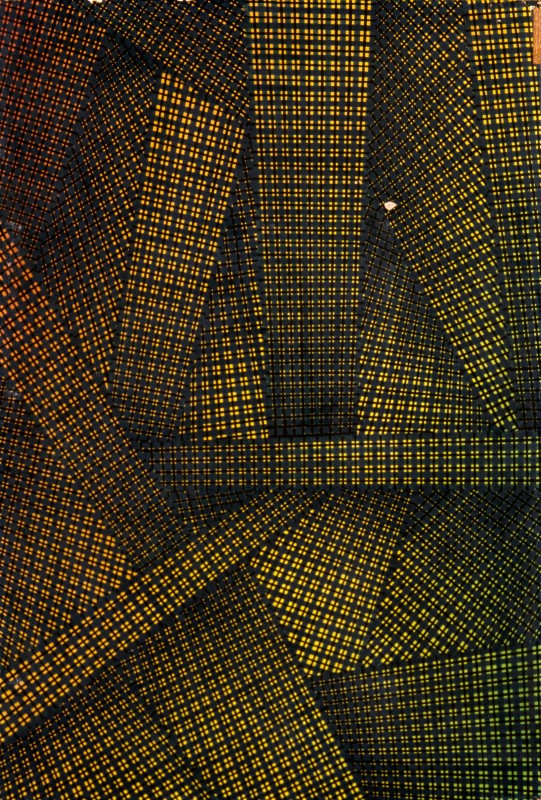
Dallo Spazio totale, 1953-1954 (Fondazione Cariplo)

Mario Nigro (Pistoia, 28 giugno 1917 – Livorno, 11 agosto 1992) è stato un pittore italiano.

## Biografia
Si trasferisce prima ad Arezzo e poi a Livorno, dove mette in evidenza le sue prime qualità artistiche sia pure in composizioni largamente pervase da uno stanco tradizionalismo pittorico. Ha modo però di evidenziare un notevole eclettismo culturale che lo porta a suonare due strumenti (pianoforte e violino) ed a laurearsi in due diverse discipline (Chimica e Farmacia). È assistente di Mineralogia all'Università di Pisa e successivamente ottiene un impiego presso la farmacia dell'Ospedale di Livorno.
Nel 1945 fonda insieme a Voltolino Fontani, Mario Ferretti, Guido Favati, Giancarlo Cocchia, Jean Mario Berti, Ferdinando Chevrier e altri pittori livornesi il Gruppo artistico moderno (G.A.M.). La sua attenzione è in un primo tempo orientata verso i grandi maestri della pittura italiana, come Sironi e De Chirico, anche se poi l'interesse per l'astrazione prende il sopravvento. Nel 1949 aderisce al Movimento Arte Concreta (MAC) di Gillo Dorfles. Nel 1950 realizza i "Pannelli a scacchi iterativi e simultanei" che vengono esposti a Parigi. Nel 1952 esegue le iterazioni ritmiche progressive simultanee in variazione monocroma. Il suo astrattismo geometrico assume dunque forma reticolare. La sua attività artistica non è fatta soltanto di opere d'arte ma anche di scritti, tanto che nel 1954 riesce a pubblicare il suo primo lavoro teorico sullo "Spazio totale".
Nel 1958 decide di trasferirsi a Milano, abbandonando il suo impiego nella Farmacia, ma due anni dopo subisce un grave incidente di auto che lo menoma in modo permanente. Non si perde di coraggio e nel 1961 esegue i "Collages vibratili modulari". Nel 1964 è invitato alla XXXII Biennale di Venezia. Nel 1965 realizza le strutture del "Tempo totale", le colonne ambientali e i componibili modulari. L'anno dopo pubblica lo scritto sul "Tempo totale".
Nel 1968 viene invitato ad esporre in una sala personale alla XXXIV Biennale di Venezia, a cui parteciperà altre volte negli anni successivi. A metà anni settanta realizza le “strutture fisse con licenza cromatica”. Seguono la serie del Terremoto, quella degli Orizzonti, delle Orme, dei Cipressi, dei Dipinti Satanici, delle Meditazioni ad acrilico e delle Strutture ad inchiostro.
L'opera di Nigro sconfina nel campo dell'arte optical e a partire da metà anni sessanta in quella “minimal”, mostrando tangenze anche con una disciplina come l'architettura, tanto che in gergo alcune sue produzioni degli anni cinquanta sono denominate “grattacieli”.
Celebrato in diverse rassegne artistiche internazionali, tra cui nel 1971 a Münster ("Arte concreta. Die Italienische Konstruktivismus"), Mario Nigro si spegne a Livorno, sua città di adozione, nel 1992. Nel 1993 la XLV Biennale di Venezia gli rende onore con una mostra che dà il via ad una nuova rilettura della sua opera. Artista poliedrico e concettuale, Nigro ha contribuito a svecchiare l'arte italiana, dandole un maggiore profilo di internazionalità. Il catalogo generale della sua opera artistica è curato dallo storico dell'arte Germano Celant.

## Mario Nigro nei musei
- Collezioni d'arte della Fondazione Cariplo, Milano
- Museo del Novecento e del Contemporaneo di Palazzo Fabroni, Pistoia
- Fondazione Biscozzi Rimbaud, Lecce
- Peggy Guggenheim Collection, Venezia
- Museo di arte Contemporanea all'aperto, Morterone